# Płaszcz pocisku

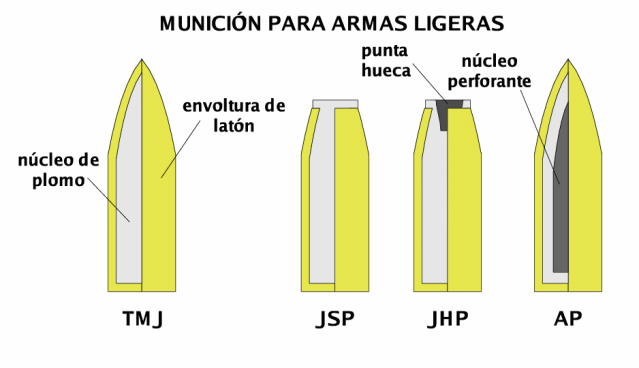
Schematy pocisków: całopłaszczowego, z niepełnym płaszczem, z wgłębieniem, oraz przeciwpancernego (AP, z rdzeniem z twardego metalu)

Płaszcz pocisku – wykonana z plastycznego stopu metali zewnętrzna powłoka pocisku okrywająca ołowiany rdzeń.
Dzięki wyższej temperaturze topnienia płaszcz w przeciwieństwie do ołowiu nie nadtapia się w czasie strzału. Zapewnia to lepsze prowadzenie pocisku w gwincie lufy oraz pozwala na nadanie pociskowi większej prędkości. Zapobiega też odkładaniu się warstwy ołowiu w przewodzie lufy.

## Materiał
Głównie używane są mosiądze o różnej zawartości cynku. Najczęściej jest to tombak o składzie 95% Cu i 5% Zn (ang. gilding metal). W celu obniżenia kosztów wykorzystuje się także ciągliwą stal, zazwyczaj platerowaną miedzią, lub jej stopów. Dawniej używany był również melchior, obecnie niestosowany.

## Rodzaje pocisków z płaszczem
- pełnopłaszczowy FMJ (ang. full metal jacket) – pocisk okryty z wyjątkiem dna, płaszcz metalowy wykonywany metodą tłoczenia z blachy
- całopłaszczowy TMJ (ang. total metal jacket) – pocisk okryty łącznie z dnem, płaszcz metalowy wykonywany metodą elektrochemiczną lub analogicznie do FMJ z dodatkowym krążkiem z blachy zakrywającym dno
- półpłaszczowy JSP (ang. jacketed soft-point) – pocisk okryty z wyjątkiem części czołowej (odsłonięty miękki wierzchołek)

- z wgłębieniem wierzchołkowym JHP (ang. jacketed hollow-point) – pocisk z okrytym dnem posiadający wydrążenie w części czołowej (amunicja dum-dum)

|  |  |  |